# Alice Practice
Albums de Crystal Castles
Crystal Castles
(2008)
Alice Practice est le premier EP du duo torontois de musique électronique Crystal Castles.

## Liste des chansons
| No | Titre           | Durée |
| -- | --------------- | ----- |
| 1. | Alice Practice  | 2:43  |
| 2. | Dolls           | 1:29  |
| 3. | Air War         | 2:44  |
| 4. | Love and Caring | 2:18  |